# Ada Lovelace Day

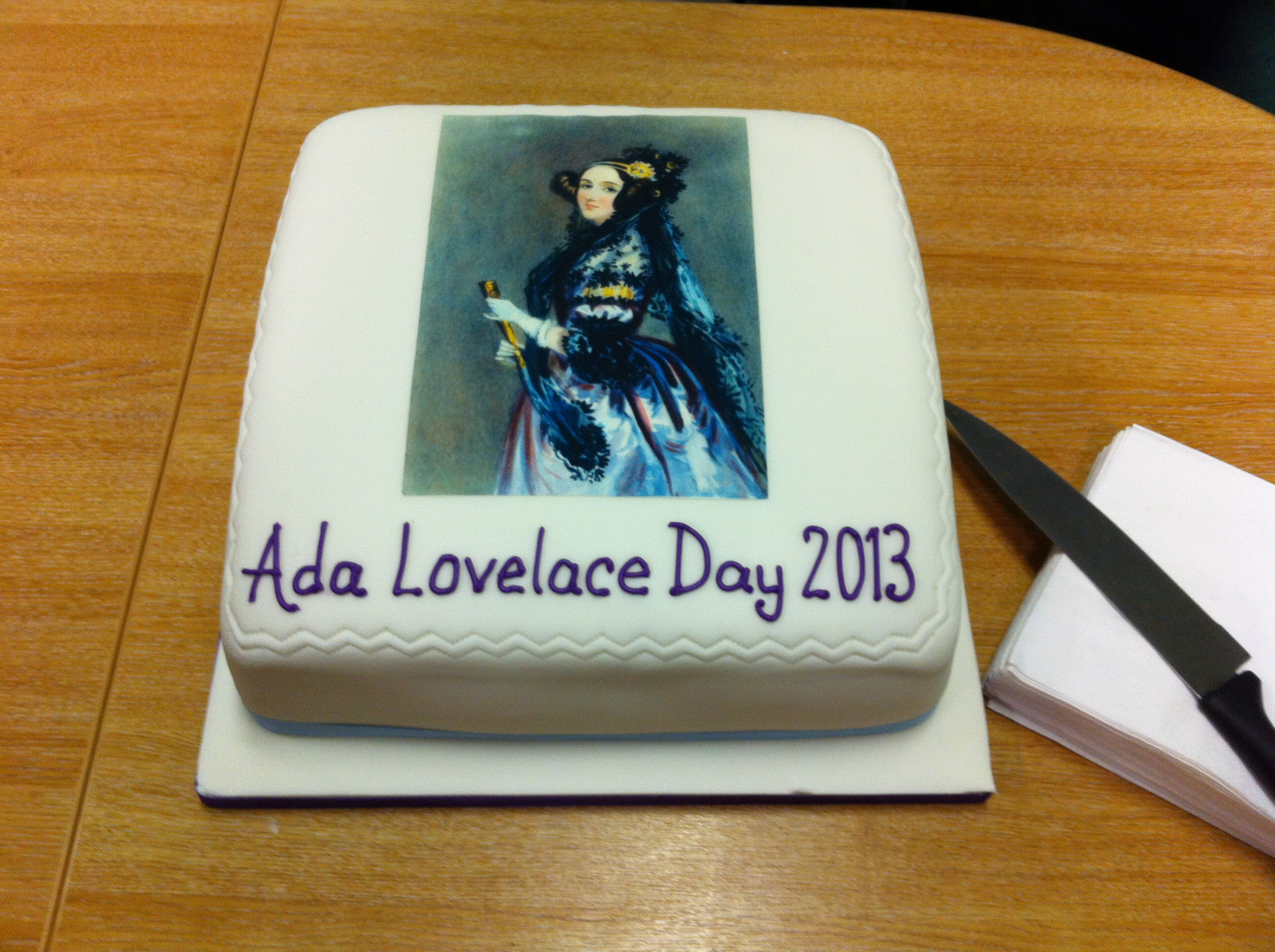
Gâteau préparé pour célébrer l'Ada Lovelace Day lors d'un Edit-a-thon 2013 organisé à Oxford, en Angleterre.

L'Ada Lovelace Day (Journée Ada Lovelace) est un événement annuel organisé le deuxième mardi d'octobre pour célébrer et sensibiliser aux contributions des femmes aux sciences, et notamment en technologie, en ingénierie et en mathématiques. Il porte le nom de la mathématicienne et pionnière de l'informatique Ada Lovelace.

## Histoire
La journée a été fondée au Royaume-Uni en 2009 par la journaliste britannique Suw Charman-Anderson le deuxième mardi d'octobre comme une « journée du blogging », dans le but de sensibiliser les gens aux contributions des femmes aux STIM,,.
En 2022, Charman-Anderson annonce que ce sera la dernière année au cours de laquelle l'organisation qu'elle a fondée, Finding Ada, organiserait un événement phare en Angleterre,.
Depuis sa création, la Journée Ada Lovelace a pris une portée internationale, avec des événements organisés par des musées, des sociétés professionnelles, des universités, des collèges et lycées. Alors que la Journée Ada Lovelace est le deuxième mardi d'octobre, les événements célébrant les femmes dans les STIM s'étendent généralement en octobre et novembre et comprennent diverses activités allant des éditathons Wikipédia aux conférences, et aux projections de films.

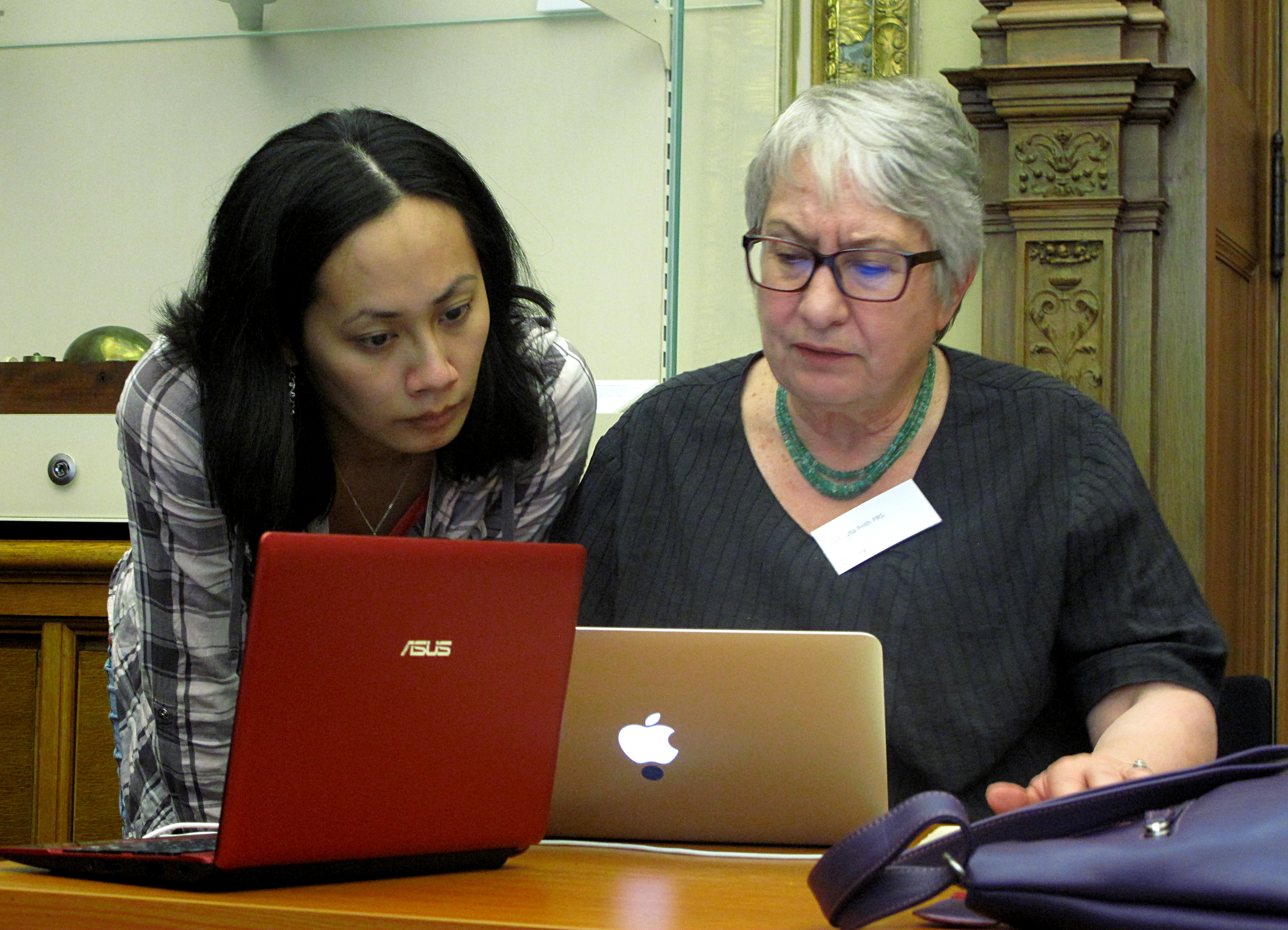
Les participantes Uta Frith et Katie Chan lors d'un événement Ada Lovelace Day sponsorisé par Wikimedia UK en 2012.

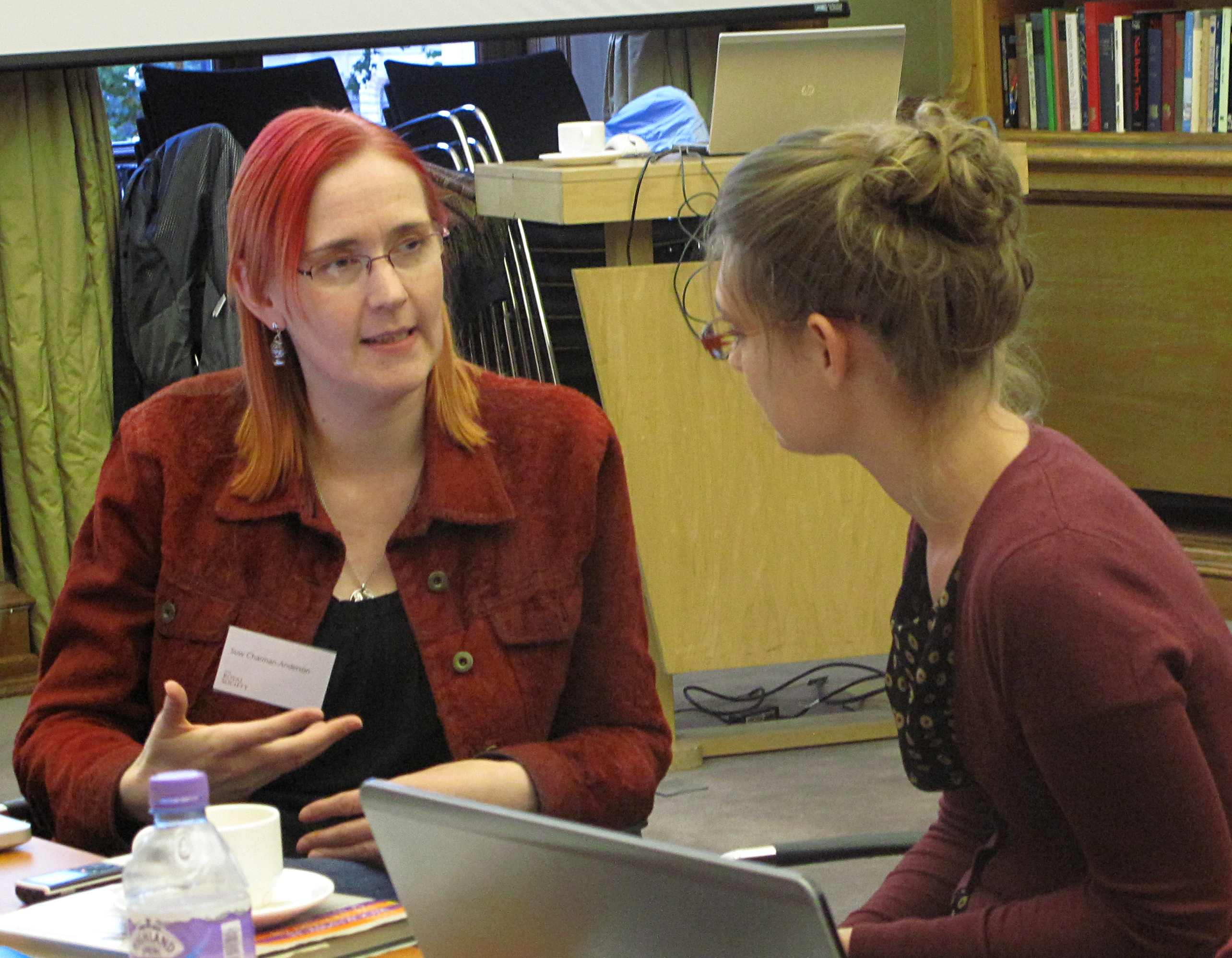
Suw Charman-Anderson, fondatrice d'Ada Lovelace Day, lors d'un événement en 2012.

Les événements ont présenté des initiatives politiques et des recherches liées à l'équité, à la diversité et à l'inclusion qui offrent des lieux de dialogue et de discussion sur la façon dont les préjugés inconscients fonctionnent pour créer des obstacles à la participation et à l'avancement des femmes dans les milieux professionnels des STIM.